# Auguste Viktoria xứ Schleswig-Holstein
Auguste Viktoria xứ Schleswig-Holstein VA (Auguste Viktoria Friederike Luise Feodora Jenny; 22 tháng 10 năm 1858 – 11 tháng 4 năm 1921) là Hoàng hậu Đức và Vương hậu Phổ cuối cùng thông qua cuộc hôn nhân với Wilhelm II, Hoàng đế Đức.

## Tiểu sử

### Cuộc sống ban đầu và gia đình
Auguste Viktoria sinh ra tại Lâu đài Dolzig, là con gái cả của Friedrich VIII xứ Schleswig-Holstein và Adelheid xứ Hohenlohe-Langenburg, cháu gái của Victoria của Anh, thông qua người chị cùng cha khác mẹ của Victoria là Feodora xứ Leiningen. Auguste Viktoria được gia đình gọi là Dona.

### Thái tử phi
Vào ngày 27 tháng 2 năm 1881, Auguste kết hôn với người anh họ của mình là Thái tử Wilhelm của Phổ. Bà ngoại của Auguste, Feodora xứ Leiningen là chị gái cùng cha khác mẹ của Nữ vương Victoria, bà ngoại của Wilhelm.
Wilhelm trước đó đã cầu hôn người em họ của mình, Elisabeth của Hessen và Rhein (được gia đình gọi là "Ella"), con gái của người dì Alice của Liên hiệp Anh nhưng bị từ chối. Ông đã không phản ứng tốt, và kiên quyết rằng ông sẽ sớm kết hôn với một công chúa khác.
Gia đình Wilhelm ban đầu phản đối cuộc hôn nhân với Auguste Viktoria, cha bà thậm chí còn chưa từng là một vị quân chủ. Tuy nhiên, Thủ tướng Otto von Bismarck là người ủng hộ mạnh mẽ cuộc hôn nhân này, tin rằng nó sẽ chấm dứt tranh chấp giữa chính phủ Phổ và cha của Auguste. Cuối cùng, sự ngoan cố của Wilhelm, sự ủng hộ của Bismarck và quyết tâm vượt qua sự từ chối lời cầu hôn của ông với Ella, đã khiến gia đình hoàng gia miễn cưỡng phải chính thức chấp thuận.

### Hoàng hậu
Augusta được biết đến với cái tên "Dona" trong gia đình. Bà có mối quan hệ khá hờ hững với mẹ chồng, Hoàng hậu Victoria, người hy vọng rằng Dona sẽ giúp hàn gắn rạn nứt giữa bà và Wilhelm; nhưng điều này đã không xảy ra. Hoàng hậu cũng khó chịu khi chức danh người đứng đầu Hội Chữ thập đỏ được trao cho Dona, người không có kinh nghiệm hoặc khuynh hướng làm y tá hay từ thiện (mặc dù trong hồi ký của mình, Viktoria Luise đã vẽ nên một bức tranh khác, nói rằng mẹ bà thích công việc từ thiện). Auguste thường thích thú khi khinh thường mẹ chồng, thường là những sự cố nhỏ, chẳng hạn như nói với bà rằng bà sẽ mặc một chiếc váy khác với chiếc váy mà Victoria khuyên dùng, rằng bà sẽ không cưỡi ngựa để lấy lại vóc dáng sau khi sinh con vì Wilhelm không có ý định dừng lại ở một đứa con trai, và thông báo với bà rằng con gái của Auguste, Viktoria, không được đặt theo tên bà (mặc dù, một lần nữa, trong hồi ký của mình, Viktoria Luise nói rằng bà được đặt theo tên của cả bà nội và bà cố).
Auguste và mẹ chồng trở nên thân thiết hơn trong vài năm khi Wilhelm trở thành hoàng đế, vì Auguste thường cô đơn khi ông đi tập trận quân sự và tìm đến mẹ chồng để có sự đồng hành về cấp bậc, mặc dù bà không bao giờ để con cái ở một mình với bà vì sợ chúng bị ảnh hưởng bởi chủ nghĩa tự do nổi tiếng của bà. Tuy nhiên, cả hai thường được nhìn thấy đi xe ngựa cùng nhau. Auguste đã ở bên giường của Victoria khi bà qua đời vì bệnh ung thư vú vào năm 1901.
Auguste cũng có mối quan hệ không mấy thân thiện với một số chị em gái của Wilhelm, đặc biệt là Thái tử phi Sophie của Hy Lạp mới kết hôn. Năm 1890, khi Sophie tuyên bố ý định cải sang Chính thống giáo Hy Lạp, Dona đã triệu tập cô và nói với cô rằng nếu cô làm như vậy, Wilhelm không chỉ thấy không thể chấp nhận được với tư cách là người đứng đầu Giáo hội Tin lành Nhà nước của các Tỉnh cũ của Phổ mà cô còn bị cấm vào Đức và linh hồn cô sẽ phải xuống Địa ngục. Sophie trả lời rằng đó là việc của cô, cô có làm hay không. Auguste trở nên cuồng loạn và sinh non con trai mình, Vương tằng tôn Joachim, kết quả là bà đã bảo vệ ông quá mức trong suốt quãng đời còn lại, tin rằng ông quá yếu đuối. Rõ ràng, Hoàng đế Wilhelm cũng vậy; ông đã viết thư cho mẹ mình rằng nếu đứa bé chết, Sophie sẽ giết nó.

### Cuộc sống sau này
Năm 1920, cú sốc vì phải lưu vong và thoái vị, cùng với sự tan vỡ hôn nhân của Joachim và vụ tự tử sau đó của ông, đã chứng tỏ là quá sức chịu đựng đối với sức khỏe của bà. Bà qua đời năm 1921, tại Huis Doorn ở Doorn, Hà Lan. Wilhelm, vẫn đang choáng váng vì những mất mát tương tự, đã vô cùng đau khổ trước cái chết của bà. Cộng hòa Weimar đã cho phép đưa hài cốt của bà trở về Đức, nơi họ vẫn nằm trong Đền thờ Cổ vật, cách Cung điện Mới không xa, Potsdam. Vì không được phép nhập cảnh vào Đức, Wilhelm chỉ có thể đi cùng vợ trong chuyến hành trình cuối cùng của bà đến tận biên giới Đức. Bà được chôn cất tại Đền thờ Cổ vật, Công viên Sanssouci, Potsdam, Đức.

## Con cái
Augusta và Wilhelm II có với nhau bảy người con:
- Wilhelm, Thái tử Đức (1882–1951); kết hôn với Cecilie xứ Mecklenburg-Schwerin.
- Eitel Friedrich (1883–1942); kết hôn với Sophia Charlotte xứ Oldenburg.
- Adalbert (1884–1948); kết hôn với Adelheid Erna xứ Sachsen-Meiningen.
- August Wilhelm (1887–1949); kết hôn với Alexandra Viktoria xứ Schleswig-Holstein-Sonderburg-Glücksburg.
- Oskar (1888–1958); kết hôn với Nữ bá tước Ina Marie von Bassewitz.
- Joachim (1890–1920); kết hôn với Công chúa Marie-Auguste của Anhalt .
- Viktoria Luise (1892–1980); kết hôn với Ernst August, Công tước xứ Braunschweig.

## Trong Văn học
Lễ tang của Auguste Viktoria được phản ánh trong tiểu thuyết của Katherine Anne Porter, Ship of Fools. Trong đó, một hành khách người Đức lặng lẽ hồi tưởng về lễ tang và buổi chiếu phim của nó cho một nhóm nhỏ người Đức sống ở nước ngoài tại México và mô tả sự đau buồn của công chúng được nhìn thấy trong cộng đồng đó. Sự ra đi của Auguste Viktoria được những người Đức đã sống qua Chiến tranh thế giới thứ nhất coi là sự kết thúc của một kỷ nguyên vĩ đại, kết thúc của kỷ nguyên đó mãi mãi chia cắt họ khỏi đất nước mẹ và tôn vinh Auguste Viktoria như một vị thánh đáng kính và biểu tượng của một nước Đức đã qua từ lâu.

## Thư viện ảnh

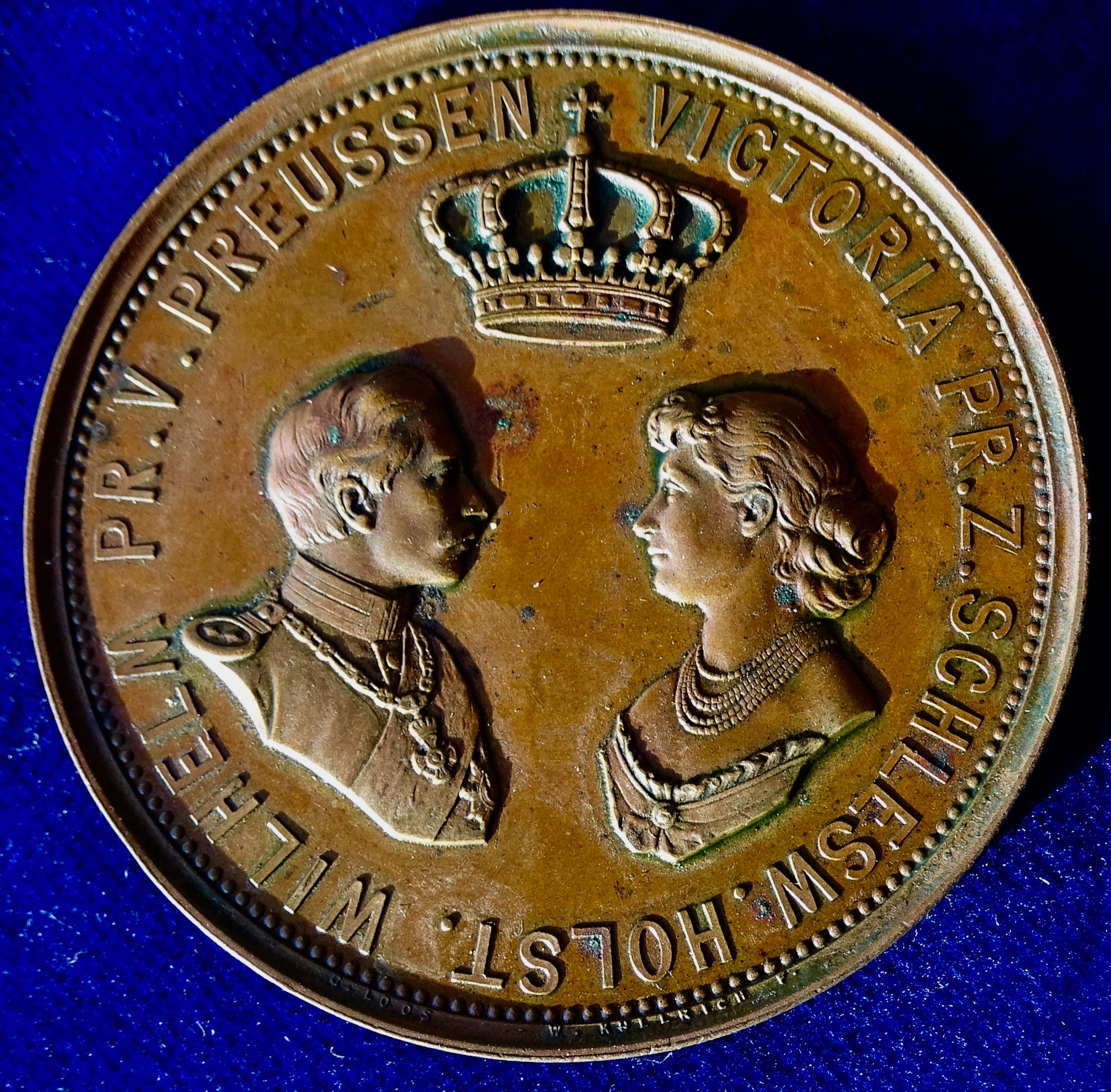
Nhà nước Đức Phổ, Huy chương cưới năm 1881 của Thái tử Wilhelm và Auguste Viktoria, mặt trước.
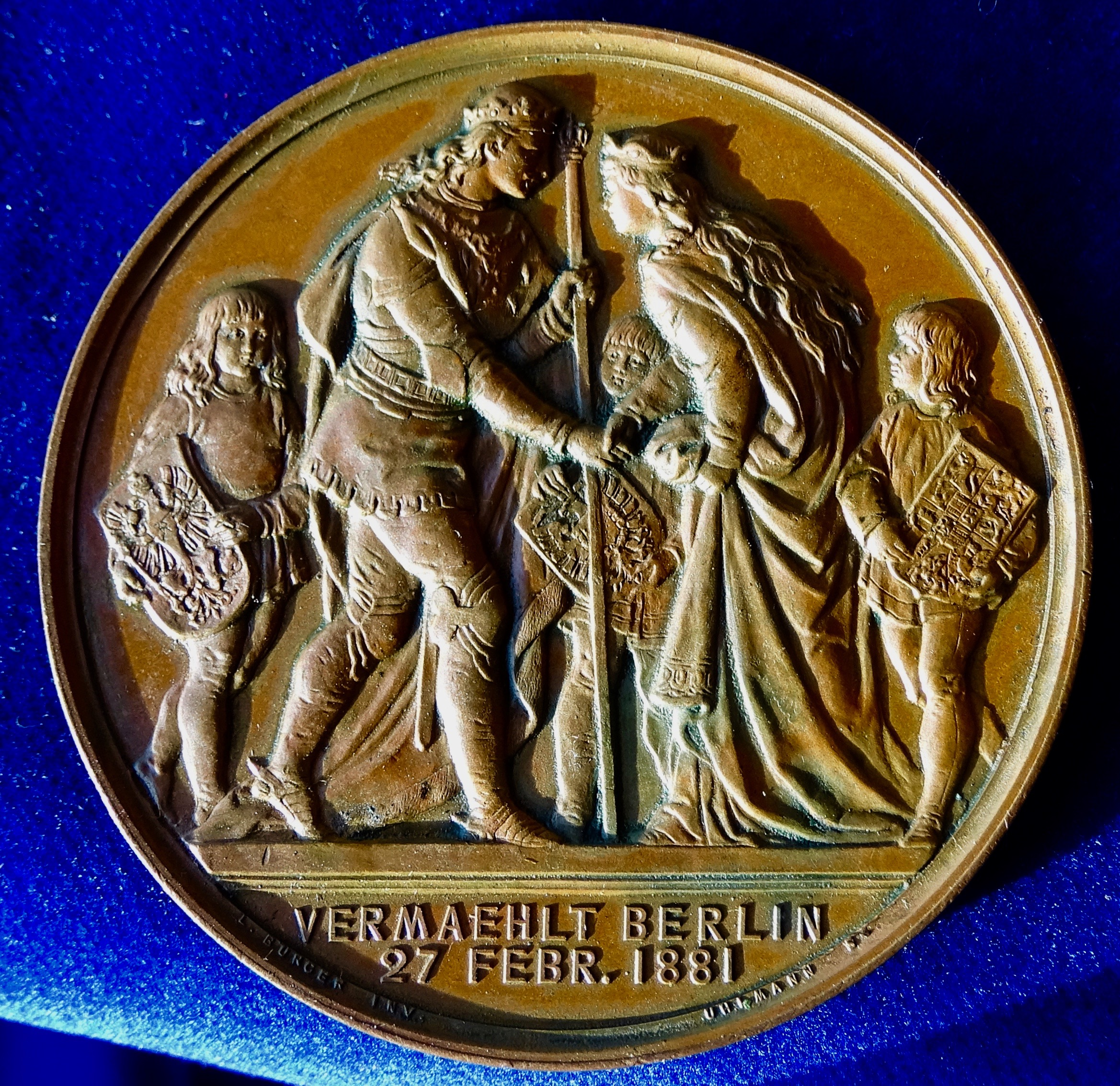
Mặt sau cho thấy cặp đôi trong trang phục thời Trung cổ đứng trước 3 người hầu mang khiên của Phổ, Đức và Schleswig-Holstein.
Chân dung Vương hậu Phổ, bởi Philip de László, 1908.
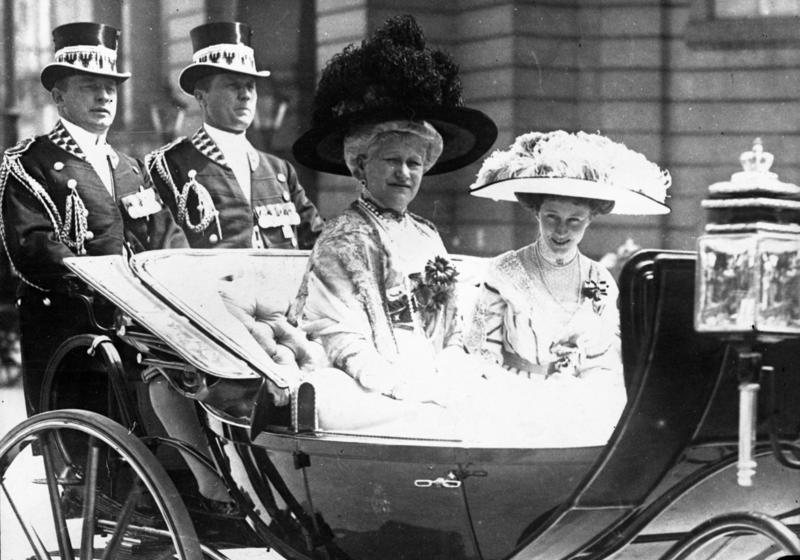
Với con gái là Vương tôn  Viktoria Luise của Phổ, Berlin (1911)

## Danh dự
Danh dự quốc gia

Biểu tượng hoàng gia

- Đại Huân chương Hiệp sĩ với Vòng cổ của Huân chương Hoàng gia và Đế quốc Đại bàng đen 25 tháng 6 năm 1888[6][7][8]
- Đại Huân chương Hiệp sĩ Huân chương Hoàng gia và Đế chế Đại bàng Đỏ[9][10]
- Đại Phu nhân Huy chương Hoàng gia và Đế quốc Luise, Hạng đặc biệt[6][11]
- Đại Huy chương Huân chương Hoàng gia và Đế quốc Saint John[6]
- Đại Phu nhân Huy chương Thập tự giá Hoàng gia và Đế chế vì Công trạng, Hạng đặc biệt[11]
- Đại Phu nhân Huy chương Hoàng gia và Đế chế Thập tự giá, Hạng đặc biệt[11]
- Hiệp sĩ Huy chương Hoàng gia và Hoàng gia của Hội Chữ thập đỏ, Hạng nhất, 22 tháng 10 năm 1898[11][12]
- Hiệp sĩ Huy chương Hoàng gia và Đế chế trên Thánh giá Jerusalem
  -  Gia đình Hoàng gia Bayern: Quý bà Huân chương Hoàng gia Thánh Elisabeth, Hạng đặc biệt
  -  Gia đình Hoàng gia Bayern: Đại Thập tự Quý bà Huân chương Hoàng gia Therese
  -  Gia đình Hoàng gia Bayern: Quý bà Huy chương Hoàng gia Thánh Anna, Hạng đặc biệt
  -  Gia đình Hoàng gia Sachsen: Đại Thập tự Quý bà Huân chương Hoàng gia Sidonia
  -  Gia đình Hoàng gia Sachsen: Quý bà Huy chương Hoàng gia Thánh Anna, Hạng đặc biệt
  -  Gia đình Hoàng gia Württemberg: Quý bà Huy chương Hoàng gia Olga, Hạng đặc biệt, 1889[13]
  -  Gia đình Thân vương Lippean: Quý bà Huy chương Thân vương Bertha, Hạng đặc biệt

Danh dự nước ngoài
- Hoàng gia và vương thất Áo:
  - Đại Thập tự Quý bà Huân chương Hoàng gia và Đế chế Elisabeth, bằng Kim cương, 1900[14]
  - Qúy bà Huân chương Hoàng gia và Đế chế Thập tự giá Ngôi sao, Hạng nhất
- Gia đình Hoàng gia Bồ Đào Nha: Đại Thập tự Quý bà Huân chương Hoàng gia Thánh Isabel
- România: Đại Thập tự Quý bà Huân chương Carol I
- Gia đình Hoàng gia Nga: Đại Thập tự Quý bà Huân chương Đế chế Thánh Yekaterina[15]
- Gia đình Hoàng gia Tây Ban Nha: Đại Thập tự Quý bà thứ 830 Huân chương Hoàng gia Vương hậu María Luisa, 16 tháng 5 năm 1881[16]
- Đế quốc Nhật Bản: Đại Huân chương Quý bà Bảo Quan chương, 13 tháng 4 năm 1902[17]
- Thổ Nhĩ Kỳ: Đại Huân chương với Chuỗi dây đeo Huân chương Bác Ái, Hạng Đặc biệt[18]
- Vương quốc Liên hiệp Anh và Bắc Ireland: Quý bà Huân chương Hoàng gia Victoria và Albert, Hạng nhất[6][19]
- Vương quốc Liên hiệp Anh và Bắc Ireland: Người nhận Huy chương Kim cương Nữ hoàng Victoria

## Phù hiệu

Phù hiệu của Hoàng hậu Auguste toria
Hoàng gia huy của Hoàng hậu Auguste Viktoria
Biến thể của chữ lồng của Hoàng hậu Auguste Viktoria
Chữ lồng của Trung đoàn Königin Auguste Garde-Grenadier số 4

## Tổ tiên
| \| \| \| \| \| \| \| \| \| \| \| 8. Friedrich Christian II xứ Schleswig-Holstein-Sonderburg-Augustenburg \| \| \| \| \| \| \| \| \| \| \| \| \| \| \| \| \| \| \| \| \| \| \| \| \| \| \| \| \| \| \| \| \| \| \| \| \| \| \| \| \| \| \| \| \| \| \| \| \| \| \| 4. Christian August II xứ Schleswig-Holstein-Sonderburg-Augustenburg \| \| \| \| \| \| \| \| \| \| \| \| \| \| \| \| \| \| \| \| \| \| \| \| \| \| \| \| \| \| \| \| \| \| \| \| \| \| \| \| \| \| \| \| \| \| \| \| \| \| \| \| \| \| \| \| \| \| \| \| 9. Louise Auguste của Đan Mạch \| \| \| \| \| \| \| \| \| \| \| \| \| \| \| \| \| \| \| \| \| \| \| \| \| \| \| \| \| \| \| \| \| \| \| \| \| \| \| \| \| \| \| \| \| \| \| \| \| \| \| \| \| \| \| \| \| \| \| \| 2. Friedrich VIII xứ Schleswig-Holstein \| \| \| \| \| \| \| \| \| \| \| \| \| \| \| \| \| \| \| \| \| \| \| \| \| \| \| \| \| \| \| \| \| \| \| \| \| \| \| \| \| \| \| \| \| \| \| \| \| \| \| \| \| \| \| \| \| \| \| \| 10. Bá tước Christian Conrad Sophus Danneskiold-Samsøe \| \| \| \| \| \| \| \| \| \| \| \| \| \| \| \| \| \| \| \| \| \| \| \| \| \| \| \| \| \| \| \| \| \| \| \| \| \| \| \| \| \| \| \| \| \| \| \| \| \| \| \| \| \| \| \| \| \| \| \| 5. Louise Sophie Danneskiold-Samsøe \| \| \| \| \| \| \| \| \| \| \| \| \| \| \| \| \| \| \| \| \| \| \| \| \| \| \| \| \| \| \| \| \| \| \| \| \| \| \| \| \| \| \| \| \| \| \| \| \| \| \| \| \| \| \| \| \| \| \| \| 11. Johanne Henriette Valentine Kaas \| \| \| \| \| \| \| \| \| \| \| \| \| \| \| \| \| \| \| \| \| \| \| \| \| \| \| \| \| \| \| \| \| \| \| \| \| \| \| \| \| \| \| \| \| \| \| \| \| \| \| \| \| \| \| \| \| \| \| \| 1. Auguste Viktoria xứ Schleswig-Holstein-Sonderburg-Augustenburg \| \| \| \| \| \| \| \| \| \| \| \| \| \| \| \| \| \| \| \| \| \| \| \| \| \| \| \| \| \| \| \| \| \| \| \| \| \| \| \| \| \| \| \| \| \| \| \| \| \| \| \| \| \| \| \| \| \| \| \| 12. Karl Ludwig xứ Hohenlohe-Langenburg \| \| \| \| \| \| \| \| \| \| \| \| \| \| \| \| \| \| \| \| \| \| \| \| \| \| \| \| \| \| \| \| \| \| \| \| \| \| \| \| \| \| \| \| \| \| \| \| \| \| \| \| \| \| \| \| \| \| \| \| 6. Ernst I xứ Hohenlohe-Langenburg \| \| \| \| \| \| \| \| \| \| \| \| \| \| \| \| \| \| \| \| \| \| \| \| \| \| \| \| \| \| \| \| \| \| \| \| \| \| \| \| \| \| \| \| \| \| \| \| \| \| \| \| \| \| \| \| \| \| \| \| 13. Nữ bá tước Amalie Henriette of Solms-Baruth \| \| \| \| \| \| \| \| \| \| \| \| \| \| \| \| \| \| \| \| \| \| \| \| \| \| \| \| \| \| \| \| \| \| \| \| \| \| \| \| \| \| \| \| \| \| \| \| \| \| \| \| \| \| \| \| \| \| \| \| 3. Adelheid xứ Hohenlohe-Langenburg \| \| \| \| \| \| \| \| \| \| \| \| \| \| \| \| \| \| \| \| \| \| \| \| \| \| \| \| \| \| \| \| \| \| \| \| \| \| \| \| \| \| \| \| \| \| \| \| \| \| \| \| \| \| \| \| \| \| \| \| 14. Emich Carl xứ Leiningen \| \| \| \| \| \| \| \| \| \| \| \| \| \| \| \| \| \| \| \| \| \| \| \| \| \| \| \| \| \| \| \| \| \| \| \| \| \| \| \| \| \| \| \| \| \| \| \| \| \| \| \| \| \| \| \| \| \| \| \| 7. Feodora xứ Leiningen \| \| \| \| \| \| \| \| \| \| \| \| \| \| \| \| \| \| \| \| \| \| \| \| \| \| \| \| \| \| \| \| \| \| \| \| \| \| \| \| \| \| \| \| \| \| \| \| \| \| \| \| \| \| \| \| \| \| \| \| 15. Victoire xứ Sachsen-Coburg-Saalfeld \| \| \| \| \| \| \| \| \| \| \| \| \| \| \| \| \| \| \| \| \| \| \| \| \| \| \| \| \| \| \| \| \| \| \| \| \| \| \| \| \| \| \| |                                                                      |  |  |  |  |  |  |  |  |                                                                         |  |  |  |
| |                                                                      |  |  |  |  |  |  |  |  | 8. Friedrich Christian II xứ Schleswig-Holstein-Sonderburg-Augustenburg |  |  |  |
| |                                                                      |  |  |  |  |  |  |  |  |                                                                         |  |  |  |
| |                                                                      |  |  |  |  |  |  |  |  |                                                                         |  |  |  |
| |                                                                      |  |  |  |  |  |  |  |  |                                                                         |  |  |  |
| | 4. Christian August II xứ Schleswig-Holstein-Sonderburg-Augustenburg |  |  |  |  |  |  |  |  |                                                                         |  |  |  |
| |                                                                      |  |  |  |  |  |  |  |  |                                                                         |  |  |  |
| |                                                                      |  |  |  |  |  |  |  |  |                                                                         |  |  |  |
| |                                                                      |  |  |  |  |  |  |  |  |                                                                         |  |  |  |
| | 9. Louise Auguste của Đan Mạch                                       |  |  |  |  |  |  |  |  |                                                                         |  |  |  |
| |                                                                      |  |  |  |  |  |  |  |  |                                                                         |  |  |  |
| |                                                                      |  |  |  |  |  |  |  |  |                                                                         |  |  |  |
| |                                                                      |  |  |  |  |  |  |  |  |                                                                         |  |  |  |
| | 2. Friedrich VIII xứ Schleswig-Holstein                              |  |  |  |  |  |  |  |  |                                                                         |  |  |  |
| |                                                                      |  |  |  |  |  |  |  |  |                                                                         |  |  |  |
| |                                                                      |  |  |  |  |  |  |  |  |                                                                         |  |  |  |
| |                                                                      |  |  |  |  |  |  |  |  |                                                                         |  |  |  |
| | 10. Bá tước Christian Conrad Sophus Danneskiold-Samsøe               |  |  |  |  |  |  |  |  |                                                                         |  |  |  |
| |                                                                      |  |  |  |  |  |  |  |  |                                                                         |  |  |  |
| |                                                                      |  |  |  |  |  |  |  |  |                                                                         |  |  |  |
| |                                                                      |  |  |  |  |  |  |  |  |                                                                         |  |  |  |
| | 5. Louise Sophie Danneskiold-Samsøe                                  |  |  |  |  |  |  |  |  |                                                                         |  |  |  |
| |                                                                      |  |  |  |  |  |  |  |  |                                                                         |  |  |  |
| |                                                                      |  |  |  |  |  |  |  |  |                                                                         |  |  |  |
| |                                                                      |  |  |  |  |  |  |  |  |                                                                         |  |  |  |
| | 11. Johanne Henriette Valentine Kaas                                 |  |  |  |  |  |  |  |  |                                                                         |  |  |  |
| |                                                                      |  |  |  |  |  |  |  |  |                                                                         |  |  |  |
| |                                                                      |  |  |  |  |  |  |  |  |                                                                         |  |  |  |
| |                                                                      |  |  |  |  |  |  |  |  |                                                                         |  |  |  |
| | 1. Auguste Viktoria xứ Schleswig-Holstein-Sonderburg-Augustenburg    |  |  |  |  |  |  |  |  |                                                                         |  |  |  |
| |                                                                      |  |  |  |  |  |  |  |  |                                                                         |  |  |  |
| |                                                                      |  |  |  |  |  |  |  |  |                                                                         |  |  |  |
| |                                                                      |  |  |  |  |  |  |  |  |                                                                         |  |  |  |
| | 12. Karl Ludwig xứ Hohenlohe-Langenburg                              |  |  |  |  |  |  |  |  |                                                                         |  |  |  |
| |                                                                      |  |  |  |  |  |  |  |  |                                                                         |  |  |  |
| |                                                                      |  |  |  |  |  |  |  |  |                                                                         |  |  |  |
| |                                                                      |  |  |  |  |  |  |  |  |                                                                         |  |  |  |
| | 6. Ernst I xứ Hohenlohe-Langenburg                                   |  |  |  |  |  |  |  |  |                                                                         |  |  |  |
| |                                                                      |  |  |  |  |  |  |  |  |                                                                         |  |  |  |
| |                                                                      |  |  |  |  |  |  |  |  |                                                                         |  |  |  |
| |                                                                      |  |  |  |  |  |  |  |  |                                                                         |  |  |  |
| | 13. Nữ bá tước Amalie Henriette of Solms-Baruth                      |  |  |  |  |  |  |  |  |                                                                         |  |  |  |
| |                                                                      |  |  |  |  |  |  |  |  |                                                                         |  |  |  |
| |                                                                      |  |  |  |  |  |  |  |  |                                                                         |  |  |  |
| |                                                                      |  |  |  |  |  |  |  |  |                                                                         |  |  |  |
| | 3. Adelheid xứ Hohenlohe-Langenburg                                  |  |  |  |  |  |  |  |  |                                                                         |  |  |  |
| |                                                                      |  |  |  |  |  |  |  |  |                                                                         |  |  |  |
| |                                                                      |  |  |  |  |  |  |  |  |                                                                         |  |  |  |
| |                                                                      |  |  |  |  |  |  |  |  |                                                                         |  |  |  |
| | 14. Emich Carl xứ Leiningen                                          |  |  |  |  |  |  |  |  |                                                                         |  |  |  |
| |                                                                      |  |  |  |  |  |  |  |  |                                                                         |  |  |  |
| |                                                                      |  |  |  |  |  |  |  |  |                                                                         |  |  |  |
| |                                                                      |  |  |  |  |  |  |  |  |                                                                         |  |  |  |
| | 7. Feodora xứ Leiningen                                              |  |  |  |  |  |  |  |  |                                                                         |  |  |  |
| |                                                                      |  |  |  |  |  |  |  |  |                                                                         |  |  |  |
| |                                                                      |  |  |  |  |  |  |  |  |                                                                         |  |  |  |
| |                                                                      |  |  |  |  |  |  |  |  |                                                                         |  |  |  |
| | 15. Victoire xứ Sachsen-Coburg-Saalfeld                              |  |  |  |  |  |  |  |  |                                                                         |  |  |  |
| |                                                                      |  |  |  |  |  |  |  |  |                                                                         |  |  |  |
| |                                                                      |  |  |  |  |  |  |  |  |                                                                         |  |  |  |